# Alexandru Odobescu
Alexandru Odobescu (n. 23 iunie 1834, București, Țara Românească – d. 10 noiembrie 1895, București, România) a fost un scriitor, arheolog și om politic român. A fost ministru al monumentelor (1863-1864), și profesor de arheologie la Universitatea din București. Este autorul unui tratat de istorie a arheologiei (Istoria arheologiei, 1877) și a unei monografii dedicate tezaurului de la Pietroasa. (Le Trésor de Pétrossa. Étude sur l'orfèvrerie antique, Tome I-III, Éditions J. Rothschild, Paris, 1887-1900). A publicat studii de folclor despre cântecele Europei răsăritene (Cântecele poporane ale Europei răsăritene, mai ales în raport cu țara, istoria și datinile românilor, 1861; Răsunete ale Pindului în Carpați). A publicat studii de istorie literară dedicate literaturii din secolul al XVIII-lea (Poeții Văcărești, Mișcarea literară din Țara Românească în sec. XVIII). Este autorul unor nuvele istorice (Mihnea Vodă cel Rău, Doamna Chiajna, 1860) și volume de eseuri (Câteva ore la Snagov, 1909; Pseudokynegeticos, 1874).

## Biografie
Alexandru Odobescu s-a născut la 23 iunie 1834, la București. Era al doilea copil al lui Ioan Odobescu, generalul de la 1848 care s-a împotrivit mișcării revoluționare, și al Ecaterinei Caracaș, fiica doctorului în medicină Constantin Caracaș.
Educația și-a început-o în casa părintească, fiind elevul institutorului Bârzotescu. În 1848, Alexandru Odobescu devine elev al Colegiului Sf. Sava, în urma unui examen dat cu Petrache Poenaru, urmașul lui Gheorghe Lazăr. Aici i-a avut colegi pe Theodor Aman, viitorul mare pictor, și pe Alexandru Sihleanu, poetul „liră de argint”, așa cum l-a caracterizat Eminescu în Epigonii. Din această perioadă datează prima sa încercare literară: Mihai Viteazul, înfățișare dramatică în trei părți.
În 1850 merge la studii în Franța, la College de France din Paris, unde îi are ca profesori, printre alții, pe cunoscuții istorici Jules Michelet și pe Edgar Quinet, susținători ai cauzei naționale a românilor din Principatele Dunărene. În timpul studiilor de la Paris a aderat la Societatea Studenților Români.
Împreună cu alți studenți români de la Paris, la 14 februarie 1851 înființează Junimea Românească, societate politică și culturală a studenților români din Franța. Odobescu se află în preajma revoluționarilor români exilați (Nicolae Bălcescu, Nicolae Golescu, C.A. Rosetti, I. Voinescu II, Gheorghe Magheru). El ține în cercul acestora conferința Viitorul artelor în România, al cărei text apare postum, în 1907, și în care spune:
„E un adevăr recunoscut acuma că artele sunt expresia simțirilor unui popor întreg și că numai în acest caz sunt ele întemeiate cu putere...”
Tot în acea perioadă, Alexandru Odobescu (împreună cu Gheorghe Crețeanu și Dimitrie Florescu) face parte din comitetul de redacție al revistei Junimea română, care apărea la Paris. În această revistă el publică articolul Muncitorul român, remarcabil prin îndrăzneala ideilor și prin compoziția sa, care îi evidențiază spiritul progresist, democratic:
„Peste puțin pământul va fi înapoiat muncitorului, prin îngrijirea și iubirea căruia pustiele se va schimba în holde înalte și bogate, în livezi roditoare, în pășuni verzi și fragede, pe care vor paște frumoasele vite ale României; bordeiele, unde abia pătrund razele soarelui, vor deveni case luminoase, îmbelșugate și fericite.”
Odobescu studiază atât arheologia (făcând cunoștință cu câțiva promotori ai acesteia în Franța: François Guizot, Louis Vitet, Prosper Mérimée), cât și literatura greacă și latină. Astfel, el traduce: treisprezece poezii ale lui Horațiu, primul cânt al Iliadei, primul cânt al Odiseei și primul cânt al Georgicelor lui Virgiliu.
Tot atunci el scrie poema Oda României, apărută însă abia la 1855 în revista România literară a lui Vasile Alecsandri:
„În sânul României acum va să-nflorească
O floare care varsă miros încântător,
A păcii dulce floare, al artelor izvor.”
La 13 decembrie 1853 Alexandru Odobescu își susține bacalaureatul în litere. Se înscrie apoi la Facultatea de Litere de la Sorbona, pe care nu o termină însă, neprezentându-se la examenul de licență.
Întorcându-se în țară, în 1855, Alexandru Odobescu începe o carieră de funcționar public: este numit șef de masă la Postelnicie, apoi procuror la Curtea de Apel București și funcționar la Ministerul Cultelor.
Tot în 1855, în revista România literară a lui Vasile Alecsandri i se tipărește Oda României și Întoarcerea în țară pe Dunăre.
Alexandru Odobescu publică nuvelă istorică Mihnea Vodă cel Rău în revista Românul; în același an (1857) nuvela apare și în volum separat: Scene istorice din cronicile Țării Românești - Mihnea-Vodă cel rău (1508-1510)
În 1858 se căsătorește cu Alexandra (Sașa) Prijbeanu, fiica naturală a Ruxandrei Băleanu și a contelui rus Pavel Kiseleff.
Odobescu publică în Revista Carpaților (1860) o nouă nuvelă istorică, sau scenă istorică cum o numea el, Doamna Chiajna. În același an nuvela apare și în volumul: Scene istorice din cronicile românești: Mihea Vodă cel Rău; Doamna Chiajna, în a cărui prefață autorul mărturisește:
„Faptele istorice ale unei țări sau ale unei epoci au totdeauna un interes mai viu când traiul și ideile, obiceiul și graiul de acolo sau de atunci nu sunt cunoscute. Scopul romanțelor istorice este, în parte, d-a ni le arăta; ăsta este și folosul lor instructiv.”
În 1861 scoate la București Revista română pentru științe, litere și arte în care tipărește de-a lungul anilor, printre altele: Istoria românilor supt Mihai-Voievod Viteazul de Nicolae Bălcescu, Cugetările lui Alecu Russo și Ciocoii vechi și noi de Nicolae Filimon. În această revistă Odobescu își publică studiile Cântece poporane ale Europei răsăritene în raport cu țara, istoria și datinele românilor, Răsunete ale Pindului în Carpați și Poeții Văcărești.
Tot în Revista română publică în 1862 Psaltirea diaconului Coresi (note) și Câteva ore la Snagov (o călătorie arheologică).
În același an (1862), domnitorul Alexandru Ioan Cuza îl numește pe Odobescu director în Ministerul Cultelor și Instrucțiunii Publice. În 1863 devine ministru al Cultelor și Instrucțiunii Publice, apoi ministru ad-interim, la Ministerul Treburilor Străine.

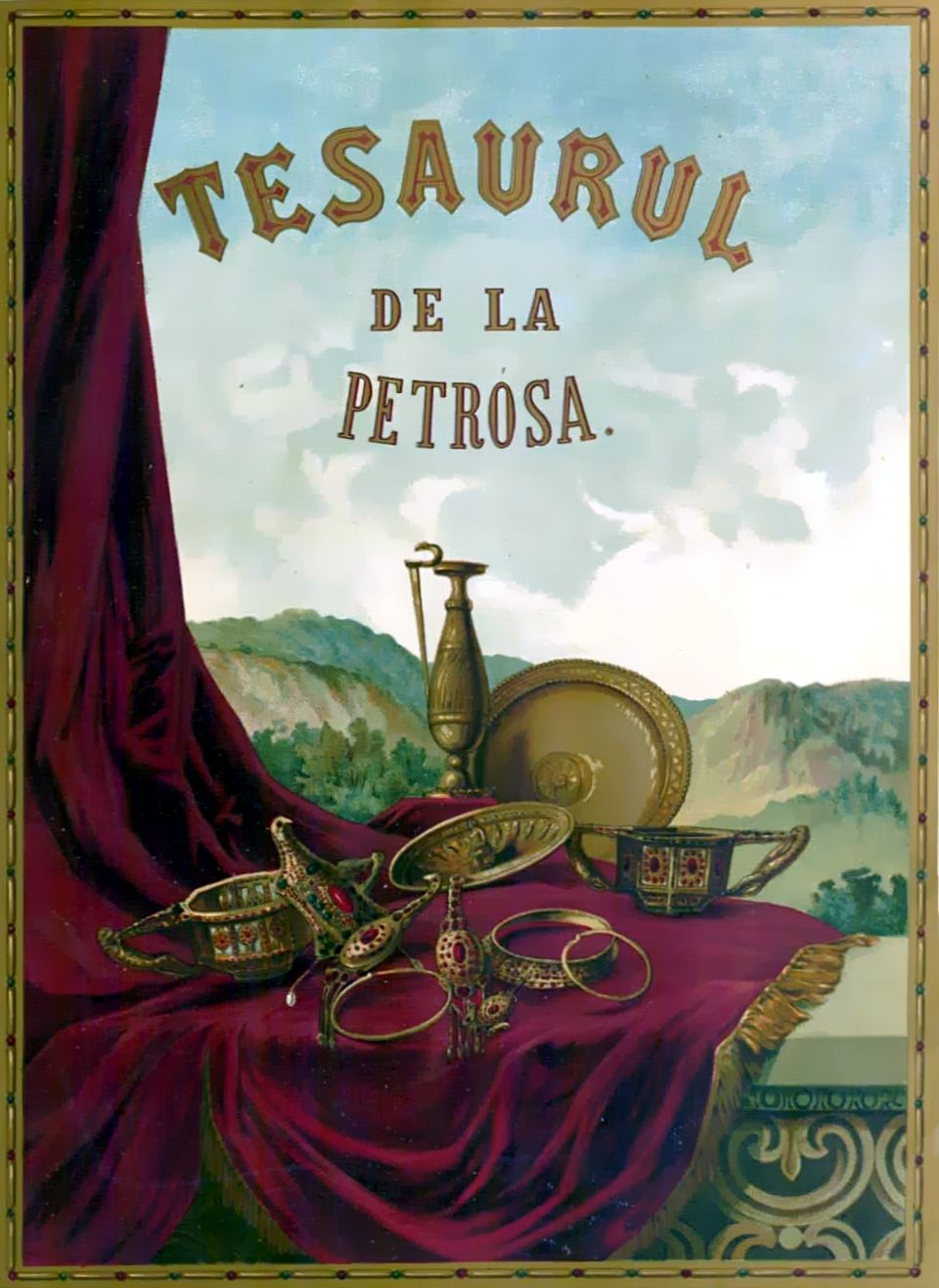
Coperta monografiei Tesaurul de la Petrosa (1889). Ilustrație de Henric Trenk.

Alexandru Odobescu organizează în 1867 pavilionul românesc din cadrul Expoziției universale de la Paris, la care a fost expus și tezaurul de la Pietroasa.
După o călătorie la Sankt Petersburg scrie, împreună cu Petre S. Aurelian eseul Notice sur la Roùmanie (1868). În 1869, împreună cu V.A. Urechia, participă la Congresul internațional de antropologie și arheologie istorică de la Copenhaga, unde susține lucrarea Antichitățile preistorice ale României.
La 10 septembrie 1870 Alexandru Odobescu este ales membru al Societății Academice Române (vechea denumire a Academiei Române), la propunerea lui Al. Papiu Ilarian. Ține la Ateneul Român conferința Artele din România în periodul preistoric (1872). În 1873 Alexandru Odobescu este ales membru corespondent al Institutului arheologic din Roma, iar în 1874 este numit director al Teatrului Național din București. Tot în 1874, în cadrul Academiei Române, critică Dicționarul limbii române al lui August Treboniu Laurian și Ion C. Massim, considerându-l de „un latinism exagerat”. În același an îi apare eseul Pseudo-Kinegeticos, iar în povestirile Jupân Rănică Vulpoiul și Tigrul păcălit.
În 1877 apare, sub îngrijirea lui Alexandru Odobescu, volumul Istoria românilor supt Mihai Voievod Viteazul de Nicolae Bălcescu (fragmente apăruseră, tot sub îngrijirea lui Odobescu, între 1861-1863 în Revista Română). Scrie Curs de arheologie. Istoria arheologiei. Studiul introductiv la această știință, volum încununat de Academia Română cu „Premiul Năsturel-Herescu”. Un an mai târziu îi apare cartea Moții și curcanii, conținând două conferințe ținute la Ateneul Român.
În 1879 Alexandru Odobescu este ales secretar general al Academiei Române. În 1880 se stabilește la Paris, pentru un an, unde îndeplinește și funcția de secretar de legație.
Publică în 1887 volumul Zece basme mitologice (prelucrate după „Tales of Ancient Greece” de G.W. Cox). În 1889 Academia Română îi acordă „Premiul Năsturel-Herescu” pentru cea mai bună carte românească apărută între 1885-1888: Scrieri Literare și Istorice (care îi apăruse în 1888, în trei volume).
Apare la Paris (1889) Le Trésor de Pétrossa („Tezaurul de la Pietroasa”), amplă monografie de arheologie istorică în limba franceză.
În 1891 Alexandru Odobescu devine directorul Școlii Normale Superioare, calitate în care publică manuale școlare, printre care și unul de gramatică.
Alexandru Odobescu a murit la 10 noiembrie 1895, sinucigându-se în urma unor tragice evenimente de ordin familial și public.

## Opera

### Literatură
Format la școala clasicismului francez și la aceea a antichității, om de gust și de știință, fondator al arheologiei în România și istoric, Alexandru Odobescu a scris o proză admirabilă în eleganță și puritate. A priceput, ca și Junimea, că literatura adevărată trebuie să exprime sufletul poporului român așa cum se reflectă în istorie, în limbă, în folclor. Cu drept cuvânt, Maiorescu, care-l stima mult, îl privea ca pe unul din ai lor. Și Odobescu se opusese fanteziilor etimologice ale Academiei și chiar reușise să publice un dicționar opus celui al lui Laurian și Massim.
Primul său eseu poate fi considerată scrierea Câteva ore la Snagov, publicată în Revista română (1862), caracterizată mai târziu de Tudor Vianu ca „o călătorie arheologică”. Se evidențiază atât plăcerea scriitorului de a-și desfăta cititorii prin erudiție, cât și înclinația acestuia spre o retorică neobișnuită a textului:
„O! Matei Basarab, cu adânc respect îți datorează națiunea română pe care azi, din negura anilor, tu încă ai ști s-o înveți a-și apăra și a-și dobândi drepturile sale răpite! Numele tău glorios, pe care-l întâlnim în fruntea oricărei propășiri naționale, ar trebui să insufle o venerațiune religioasă poporului pentru care ai jertfit, în muncă și sudoare, o viață de aproape optzeci de ani! În chipul tău smead și costeliv, înconjurat de o barbă albă și rară, în buzele-ți subțiri și zâmbitoare, în fruntea ta lată și înaltă, în ochii tăi mici și vii, afundați sub sprâncene negre și stufoase, îmi place adesea a descoperi câtă finețe, câtă înțelepciune și câtă energie trebuiesc spre a forma caracterul unui mare domnitor.”
Nuvelele sale istorice - Mihnea cel Rău, Doamna Chiajna - și mai ales spiritualul Pseudokynegeticos („Fals tratat de vânătoare”), în care se vede imensa lui erudiție, gustul constant, poezia delicioasă a evocării peisajului românesc, au încântat generațiile trecute și prezente.
Eseul Pseudokynegetikos, despre care George Călinescu afirma că este un text în care autorul „bate câmpii cu grație”, cuprinde considerații estetice și descrierea a trei opere de artă cu subiecte cinegetice, un basm (Feciorul de împărat cel cu noroc la vânat) și chiar și un fragment autobiografic în care autorul povestește o vânătoare de dropii în Bărăgan, pasăre dispărută de pe teritoriul României în urma vânării ei sălbatice.
„«Pseudo-Kinegeticos» este un pot-pourri bine armonizat, un magazin de bric-à-brac literar, cuprinzând orice obiect artistic, de la descripția exactă de amator a unui tablou, până la cuplet. Farmecul stă în scandalul de a surprinde un om atât de serios, schițând cancanul pe scara rulantă a bibliotecii lui înțesate cu autorii greci sau de a ascunde litografii libertine în sala cu marii maeștri ai picturii.”
Inițial, Odobescu intenționa să scrie o „precuvântare” (introducere) la „Manualul de vânătoare” al lui C. Cornescu, bun prieten și rudă cu autorul. Propunându-și să treacă în revist modul în care diversele arte au reprezentat vânătoarea, Alexandru Odobescu a depășit scopul inițial, acela de a scrie o introducere, rezultând un eseu de sine-stătător (de unde și titlul, de o subtilă ironie, Pseudokynegeticos - „Fals tratat de vânătoare”). Simulând improvizația (dar de fapt opera este atent elaborată) autorul asociază, într-un savuros sistem de digresiuni, peisaje (printre care faimosul tablou al Bărăganului), savante dispute filologice (despre denumirea graurilor și a sturzilor în limbile romanice), mostre de critică de artă (comparația dintre Diana cu ciuta de la Muzeul Luvru și Diana lui Goujon), un basm cult și numeroase referințe literare, muzicale, plastice, ba chiar și ironii la adresa latiniștilor etc. Indiferent de modul în care criticii literari au definit-o („operă-mozaic”, „cozerie”, sau eseu), Pseudokynegetikos marchează un reper în istoria literaturii române.

### Arheologie
Alexandru Odobescu este unul dintre întemeietorii arheologiei în România. El este autorul unui tratat de istorie a arheologiei („Istoria arheologiei”) publicat în 1877.
La sfârșitul secolului al XIX-lea, a publicat în Franța monumentala sa monografie arheologică dedicată tezaurului de la Pietroasa, care fusese descoperit în anul 1837: Le Trésor de Pétrossa. Étude sur l'orfèvrerie antique.